# Susana Calandrelli
Susana Calandrelli (Buenos Aires, 17 gennaio 1901 – Buenos Aires, 21 luglio 1978) è stata una scrittrice, poetessa e drammaturga argentina.
Nipote del filologo italo-argentino Mattia Calandrelli, si è dedicata a vari generi come poesia, racconti, romanzi e opere teatrali. Ha realizzato anche importanti traduzioni dal francese edall'italiano alla lingua castigliana. Nel 1918, nei giochi floreali della Linguadoca, le furono conferiti il premio d'onore per La Libertad e la medaglia d'oro per il suo componimento A los muertos ignorados.
Scrittrice francofona, ha pubblicato opere anche in francese. Alcune sue poesie fanno parte dell'Antologia de la poesia argentina moderna 1900-1925 di Julio Noé dove figura accanto a personalità letterarie come Jorge Luis Borges, Leopoldo Marechal, Ricardo Güiraldes, Oliverio Girondo, Luis Cané, Leopoldo Lugones e Alfonsina Storni.

## Opere
- Carillons dans l’ombre, poésie en français, Buenos Aires, Imprimerie Fontana, 1921.
- Al trasluz de las horas, Buenos Aires, Imp. Rodríguez Giles, 1925.
- Cuentos alucinados, La Plata, Olivieri y Domínguez, 1932.
- Curso moderno de geografía elemental, Buenos Aires, Kapelusz, 1932, Premio della provincia di Buenos Aires. 2.ª ed. 1938.
- El manuscrito de Silvia Gallus, Buenos Aires, Tor, 1934.
- El rumor del mundo, Victoria, Buenos Aires, Argentina, Ed. Serviam, 1937.
- Breve vida de N.S. Jesucristo: el evangelio, Buenos Aires, Emmanuel, 1939.
- La palabra que no se pronuncia [pról. de Carlos Obligado], Buenos Aires, Comisión Argentina de Publicaciones e Intercambio, 1939.
- Vida de N.S. Jesucristo, para niños, Buenos Aires, Editorial San Jorge, 1939.
- La Vida de Jesús, Buenos Aires, Ediciones Sagradas.
- Cuentos de Navidad, Buenos Aires, Comisión Argentina de Publicaciones, 1940.
- Nociones de Geografía general y argentina: 3° y 4° grados, Buenos Aires, Kapelusz, 1940.
- Los ojos vacíos, Buenos Aires, Nuestra Novela N*11, 1941.
- Nuevo curso de historia argentina, 2.ª ed. Buenos Aires, Kapelusz, 1941.
- Maggy, de Edouard Martial Lekeux, Traduzione dal francese di S. Calandrelli, Buenos Aires, Caritas, 1942; Ed. Pax et Bonum, 1946.
- Andresito y Periquito, Racconti per bambini, Buenos Aires, 1943.
- El tesoro escondido, Racconti per bambini, Buenos Aires, 1943.
- Espinita, Buenos Aires, Ricordi Americana, 1943.
- El Dios desconocido, romanzo, Buenos Aires, Emecé, 1948.
- Madre, Buenos Aires, Editorial Luis Laserre, 1955.
- Martín Fierro, Buenos Aires, Ed. San Jorge, 1957, 1966, 1978.
- El reloj de ébano, Buenos Aires, Ediciones de Koperva. 1962; Premio della Sociedad Argentina de Escritores, 1963.
- Leyendas cristianas de Navidad, Buenos Aires, Ed. San Jorge. 1963. Premio della Municipalidad di Buenos Aires.
- La verdad y el sueño, Buenos Aires, Lib. Huemul, 1964.
- Ángeles en el evangelio, Buenos Aires, Ed. Paulinas, 1967.
- Los animales en el evangelio, Buenos Aires, Ed. Paulinas, 1967.
- Parábolas del evangelio, Buenos Aires, Ed. Paulinas, 1967.
- Pecadores del evangelio, Buenos Aires, Ed. Paulinas, 1967.
- Personajes de la pasión, Buenos Aires, Ed. Paulinas, 1967.
- Soldados del evangelio, Buenos Aires, Ed. Paulinas, 1967.
- A la sombra del gran templo, Buenos Aires, 1968. Premio della Asociación de Escritoras Católicas, 1971.
- Ese planeta llamado locura, Prologo di Alfredo Cahn, Buenos Aires, Ediciones de Koperva, 1969. Premio della Asociación de Escritoras Católicas, 1971.
- El chango del Altiplano, romanzo, Ed. Abril SA. (Huemul, 1971, 1975, 1977).
- Traduzione dall'italiano allo spagnolo: Santo Tomás de Aquino; De las Perfecciones divinas.
- Nel cinema è stata regista di Blancanieves y el Príncipe azul, film inedito, 1945.